# Hauptstrasse 189
Die Hauptstrasse 189 (französisch Route principale 189) ist eine Hauptstrasse im Kanton Freiburg in der Schweiz.

## Verlauf
Im Westen beginnt die Hauptstrasse in Bulle. Im Osten endet sie beim Kreisverkehr am Fusse des Jaunpass in Jaun. Dazwischen verbindet sie die Ortschaften Im Fang, Charmey, Châtel-sur-Montsalvens und Broc.
Sie kreuzt sich auch mit den Hauptstrassen 12, 180, 190, 191 und 505 und verbindet somit die Gemeinden Bulle, Châtel-sur-Montsalvens und Broc mit dem Simmental im Kanton Bern, Pays d'Enhaut im Kanton Waadt, sowie der Autobahn A12 und dem Rest des Kantons Freiburg.

## Umfahrung Bulle
Der westlichste Teil der Hauptstrasse 189 dient als 6,1 km lange Umfahrung der Ortschaft Bulle und wird als kantonale Autostrasse geführt.

### Verlauf
Im Norden schliesst die Autostrasse an die Hauptstrasse 12 an, im Süden wird sie als Hauptstrasse 189 fortgeführt und schliesst zusätzlich an die Hauptstrasse 190 an.
Die Ausfahrt La Sionge verbindet die Umfahrung Bulle mit der Autobahn A12.

### Eröffnung
Die Umfahrung Bulle wurde am 11. Dezember 2009 nach massiver Kostenüberschreitung eröffnet.

## Kennzeichnung
In der Durchfahrtsverordnung des Bundes taucht die Hauptstrasse 189 in der Liste "B. Hauptstrassen, die nicht mit der Nummerntafel für Hauptstrassen (4.57) gekennzeichnet sind" auf, hat daher drei Ziffern und wird auf Richtungsweisern und Verkehrskarten nicht mit einer ein- oder zweistelligen blau hinterlegten Ziffer gekennzeichnet, wie es zum Beispiel bei der Hauptstrasse 12 der Fall ist.